# Shicheng

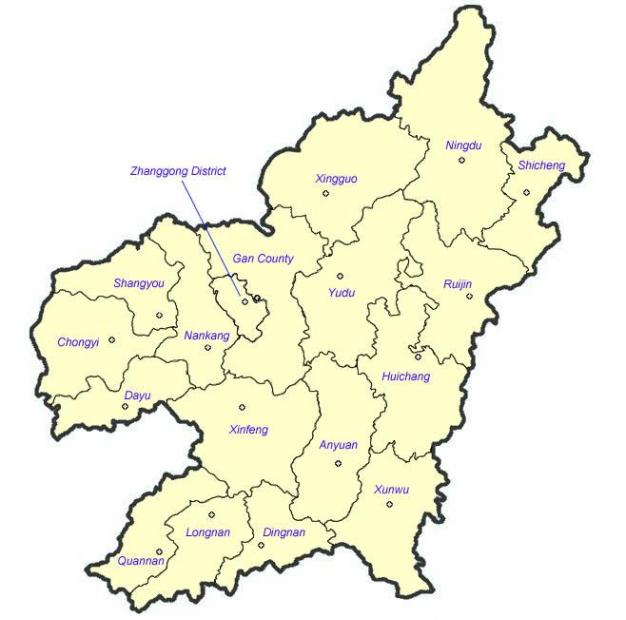
Lage von Shicheng im Verwaltungsgebiet von Ganzhou

Der Kreis Shicheng (chinesisch 石城县, Pinyin Shíchéng Xiàn) ist ein Kreis der bezirksfreien Stadt Ganzhou in der Provinz Jiangxi der Volksrepublik China. Er hat eine Fläche von 1.582 km² und zählt 278.246 Einwohner (Stand: Zensus 2010).